# U-82 (1941)
| U-82 | U-82 | U-82 |
| --- | --- | --- |
| | | |
| | | |
| Зображення підводного човна підтипу VIIC                                                                    | | |
| Верф | Bremer Vulkan, Бремен | Bremer Vulkan, Бремен |
| Під прапором                                                                                                | Третій Рейх | Третій Рейх |
| Спуск на воду                                                                                               | 15 березня 1941 року | 15 березня 1941 року |
| Виведений зі складу флоту                                                                                   | 14 травня 1941 року | 14 травня 1941 року |
| Сучасний статус                                                                                             | 6 лютого 1942 року знищений атакою британських шлюпа «Рочестер» і корвета «Тамаріск»                                                 | 6 лютого 1942 року знищений атакою британських шлюпа «Рочестер» і корвета «Тамаріск»                                                 |
| Бойовий досвід                                                                                              | Друга світова війна Битва за Атлантику                                                                                               | Друга світова війна Битва за Атлантику                                                                                               |
| Проєкт | | |
| Тип ПЧ | середній торпедний ДПЧ | середній торпедний ДПЧ |
| Вартість | 4 714 000 ℛℳ | 4 714 000 ℛℳ |
| Основні характеристики                                                                                      | | |
| Швидкість (надводна)                                                                                        | 17,7 вузла (32,8 км/год) | 17,7 вузла (32,8 км/год) |
| Швидкість (підводна)                                                                                        | 7,6 вузла (14,1 км/год) | 7,6 вузла (14,1 км/год) |
| Робоча глибина занурення                                                                                    | 230 м | 230 м |
| Гранична глибина занурення                                                                                  | 250—295 м | 250—295 м |
| Дальність плавання                                                                                          | 80 миль (150 км) на швидкості 4 вузли (в підводному положенні) 8500 миль (15 700 км) на швидкості 10 вузлів (у надводному положенні) | 80 миль (150 км) на швидкості 4 вузли (в підводному положенні) 8500 миль (15 700 км) на швидкості 10 вузлів (у надводному положенні) |
| Екіпаж | 44—52 особи | 44—52 особи |
| Розміри | | |
| Довжина найбільша (по КВЛ)                                                                                  | 67,1 м | 67,1 м |
| Ширина корпусу найб.                                                                                        | 6,2 м | 6,2 м |
| Висота | 9,6 м | 9,6 м |
| Середня осадка (по КВЛ)                                                                                     | 4,74 м | 4,74 м |
| Водотоннажність надводна                                                                                    | 769 т | 769 т |
| Силова установка                                                                                            | | |
| дизель-електрична; 2 дизельних двигуни MAN M 6 V 40/46, 2 електродвигуни Siemens-Schuckertwerke GU 343/38-8 | | |
| Гвинти | 2 | 2 |
| Потужність                                                                                                  | 2 × 2100—2310 к.с. (дизелі) 2 × 750 к.с. (електродвигуни)                                                                            | 2 × 2100—2310 к.с. (дизелі) 2 × 750 к.с. (електродвигуни)                                                                            |
| Озброєння                                                                                                   | | |
| Артилерія                                                                                                   | 1 × 88-мм палубна гармата SK C/35 | 1 × 88-мм палубна гармата SK C/35 |
| Торпедно- мінне озброєння                                                                                   | 4 носових і один кормовий ТА 14 торпед та 26 мін TMA                                                                                 | 4 носових і один кормовий ТА 14 торпед та 26 мін TMA                                                                                 |
| ППО | 1 × 37-мм зенітна гармата Flak M42 2 × 20-мм зенітні гармати FlaK 30                                                                 | 1 × 37-мм зенітна гармата Flak M42 2 × 20-мм зенітні гармати FlaK 30                                                                 |

U-82 — німецький середній підводний човен типу VIIC, що входив до складу Військово-морських сил Третього Рейху за часів Другої світової війни. Закладений 15 травня 1940 року на верфі № 6 компанії Bremer Vulkan, у Бремен-Вегесакі, спущений на воду 15 березня 1941 року. 14 травня 1941 року корабель увійшов до складу 3-ї навчальної флотилії ПЧ ВМС нацистської Німеччини. Єдиним командиром човна був оберлейтенант-цур-зее Зігфрід Ролльманн.

## Історія служби
U-82 належав до німецьких підводних човнів типу VIIC, однієї з модифікацій найчисленнішого типу субмарин Третього Рейху, яких випущено 703 одиниці. Службу розпочав у складі 3-ї навчальної флотилії ПЧ, згодом перейшов до бойового складу цієї флотилії. З серпня 1941 до лютого 1942 року підводний човен здійснив три бойових походи в Атлантичний океан, під час яких потопив 8 суден противника сумарною водотоннажністю 51 859 брутто-реєстрових тонн і 1 бойовий корабель (1190 т), пошкодив ще одне судно (1999 GRT).
6 лютого 1942 року під час повернення з третього бойового походу в Атлантичний океан, U-82 спробував атакувати конвой OS 18, був виявлений північно-західніше Азорських островів і потоплений глибинними бомбами британських шлюпа «Рочестер» і корвета «Тамаріск». Всі 45 членів екіпажу загинули.

## Перелік уражених U-82 суден у бойових походах
| №                                                          | Дата            | Назва            | Тип                   | Належність                              | Водотоннажність (брт) | Вантаж                                                   | Конвой       | Результат та координати                                                | Наслідки атаки для екіпажу      | Прим.                                                                                       |
| ---------------------------------------------------------- | --------------- | ---------------- | --------------------- | --------------------------------------- | --------------------- | -------------------------------------------------------- | ------------ | ---------------------------------------------------------------------- | ------------------------------- | ------------------------------------------------------------------------------------------- |
| Перший похід (11.08—18.09.1941, 39 діб; Тронгейм—Лор'ян)   |                 |                  |                       |                                         |                       |                                                          |              |                                                                        |                                 |                                                                                             |
| 1                                                          | 10 вересня 1941 | Empire Hudson    | КАТ судно             | Велика Британія                         | 7465                  | 9562 тонн пшениці                                        | Конвой SC 42 | потоплено 61°28′ пн. ш. 40°51′ зх. д. / 61.467° пн. ш. 40.850° зх. д.  | 67 (4 загинуло та 63 вижили)    |                                                                                             |
| 2                                                          | 11 вересня 1941 | Bulysses         | танкер                | Велика Британія                         | 7 519                 | 9300 тонн газойля                                        | Конвой SC 42 | потоплений 62°40′ пн. ш. 38°50′ зх. д. / 62.667° пн. ш. 38.833° зх. д. | 61 (4 загинуло та 57 вижили)    |                                                                                             |
| 3                                                          | 11 вересня 1941 | Gypsum Queen     | суховантажне судно    | Велика Британія                         | 3 915                 | 5500 тонн Сірки                                          | Конвой SC 42 | потоплено 63°05′ пн. ш. 37°50′ зх. д. / 63.083° пн. ш. 37.833° зх. д.  | 36 (10 загинуло та 26 вижили)   |                                                                                             |
| 4                                                          | 11 вересня 1941 | Empire Crossbill | суховантажне судно    | Велика Британія                         | 5 463                 | 6686 тонн сталі та 4 тонни предметів першої необхідності | Конвой SC 42 | потоплено 63°14′ пн. ш. 37°12′ зх. д. / 63.233° пн. ш. 37.200° зх. д.  | 49 (усі загинули)               |                                                                                             |
| 5                                                          | 11 вересня 1941 | Scania           | суховантажне судно    | Швеція                                  | 1 999                 | 858 стандартів лісоматеріалів                            | Конвой SC 42 | пошкоджено 63°14′ пн. ш. 37°12′ зх. д. / 63.233° пн. ш. 37.200° зх. д. | 24 (усі вціліли)                | Судно було залишено екіпажем та пізніше затоплено торпедами U-202                           |
| Другий похід (15.10—19.11.1941, 36 діб; Лор'ян—Ла-Палліс)  |                 |                  |                       |                                         |                       |                                                          |              |                                                                        |                                 |                                                                                             |
| 6                                                          | 21 жовтня 1941  | Serbino          | суховантажне судно    | Велика Британія                         | 4 099                 | 3500 тонн генеральних вантажів, зокрема 1335 тонн сизаля | Конвой SL 89 | потоплено 51°10′ пн. ш. 19°20′ зх. д. / 51.167° пн. ш. 19.333° зх. д.  | 65 (14 загинули та 51 вцілілий) |                                                                                             |
| 7                                                          | 21 жовтня 1941  | Treverbyn        | суховантажне судно    | Велика Британія                         | 5 281                 | 6900 тонн залізної руди                                  | Конвой SL 89 | потоплено 51°00′ пн. ш. 19°00′ зх. д. / 51.000° пн. ш. 19.000° зх. д.  | 48 (усі загинули)               |                                                                                             |
| Третій похід (11.01—6.02.1942, 27 діб; Ла-Палліс—загибель) |                 |                  |                       |                                         |                       |                                                          |              |                                                                        |                                 |                                                                                             |
| 8                                                          | 22 січня 1942   | Athelcrown       | танкер                | Велика Британія                         | 11 999                | баласт                                                   | Конвой ON 56 | потоплений 45°06′ пн. ш. 40°56′ зх. д. / 45.100° пн. ш. 40.933° зх. д. | 50 (5 загинуло та 45 вижили)    |                                                                                             |
| 9                                                          | 23 січня 1942   | Leiesten         | танкер                | Норвегія                                | 6 118                 | баласт                                                   | Конвой ON 56 | потоплений 45°27′ пн. ш. 43°19′ зх. д. / 45.450° пн. ш. 43.317° зх. д. | 36 (6 загиблих та 30 вцілілих)  |                                                                                             |
| 10                                                         | 31 січня 1942   | «Бельмон»        | ескадрений міноносець | Військово-морські сили Великої Британії | 1 190                 |                                                          | Конвой NA 2  | потоплений 42°02′ пн. ш. 57°18′ зх. д. / 42.033° пн. ш. 57.300° зх. д. | 138 (усі загинули)              | Ескадрений міноносець типу «Таун», колишній американський есмінець «Сатерлі» типу «Клемсон» |